# Isobyl la Croix
Isobyl la Croix (1933) is een Britse botanica.
Ze studeerde botanie aan de University of Edinburgh. Na haar afstuderen verbleef ze 22 jaar in de tropen, met name in Afrika. Hier verzamelde, bestudeerde en kweekte ze orchideeën.
La Croix heeft een aantal boeken over Afrikaanse orchideeën op haar naam staan, waaronder Epiphytic Orchids of Malawi (1983), Orchids of Malawi (1991), Flora Zambesiaca Orchidaceae (1995, 1998) en African Orchids in the Wild and in Cultivation (1997). Daarnaast is ze de auteur van orchideeën-encyclopedieën als The New Encyclopedia of Orchids (2008) en Flora's Orchids (2005, samen met Ned Nash). Ook heeft ze bijgedragen aan artikelen in wetenschappelijke tijdschriften als Curtis's Botanical Magazine en Kew Bulletin. Ze heeft hierbij onder meer samengewerkt met Phil Cribb.
La Croix is voor de Royal Horticultural Society de redacteur van The Orchid Review, een tijdschrift over orchideeën dat sinds 1893 bestaat.